# Eszcitalopram
Az eszcitalopram (INN: escitalopram)
egy szelektív szerotoninvisszavétel-gátlók (SSRI) osztályába sorolható antidepresszáns gyógyszer.
Az escitalopram a citalopram S-sztereoizomere (enantiomere). Mivel az escitalopram szelektíven hat a szerotoninvisszavételre, kevesebb mellékhatása van, mint a korábbi gyógyszereknek. Magyarországon a Cipralex kivételével az escitalopram tartalmú készítmények emelt egészségügyi támogatással kaphatóak, áruk 180 és 400 forint között mozog. A kezelés első 2 hetében a készítmény(mint ahogyan a többi SSRI) általában felerősíti a tüneteket, ezzel kellemetlenséget okozva a betegeknek, ami nyugtatók (Xanax, Frontin) alkalmazása mellett kivédhető. Később a hatás beállta után már nincs szükség a nyugtatókra. 
Depresszióra, pánikbetegségre, generalizált szorongásra a normál adag 10 mg, amit fokozatosan emelve célszerű elérni az első 2-3 hétben 5mg-mal indítva. Szükség esetén az adag maximálisan 20mg-ra emelhető.

## Története
Az escitalopramot a Lundbeck és a Forest Laboratories fejlesztette ki. 2001 márciusában adták be a törzskönyvezési kérelmet az FDA-hoz. Az FDA 2002 augusztusában törzskönyvezte major depresszióra, majd 2003 decemberében generalizált szorongás betegség indikációjával.

## Gyógyszerhatás
Az escitalopram úgy hat, hogy gátolja a szerotonin neurotranszmitter visszavételét az idegsejtbe és ezáltal megnöveli annak intraszinaptikus koncentrációját.
A forgalomban levő SSRI gyógyszerek közül az escitalopramnak van a legerősebb affinitása a humán szerotonintranszporterhez (SERT).
Érdekes módon a citalopram másik enantiomere, az R-citalopram ellentétes hatású az escitalopram hatásával. Emiatt az escitalopram erősebb antidepresszáns hatással bír, mint a citalopram, amely az escitalopram és az R-citalopram racém keveréke.
Humán májmikroszómákkal végzett in vitro vizsgálatok alapján a CYP3A4 és a CYP2C19 az escitalopram N-demetilálásában részt vevő fő izoenzimek.

## Mellékhatások
Az escitalopram mellékhatásai hasonlóak a többi SSRI gyógyszeréhez: okozhat hányingert, aluszékonyságot és emésztési zavarokat.
Az escitalopram szexuális működészavart is okozhat egyes betegeken. Egyes esetekben a szexuális mellékhatások fennmaradhatnak az SSRI kezelést követően is (PSSD: Post-SSRI Sexual Dysfunction). Egyes források szerint az eszcitaloprám mellékhatásai még a legtolerálhatóbbak a többi hasonló típusú régebbi SSRI antidepresszánsokhoz képest (Paroxetin, Fluoxetin stb.).

## További információk

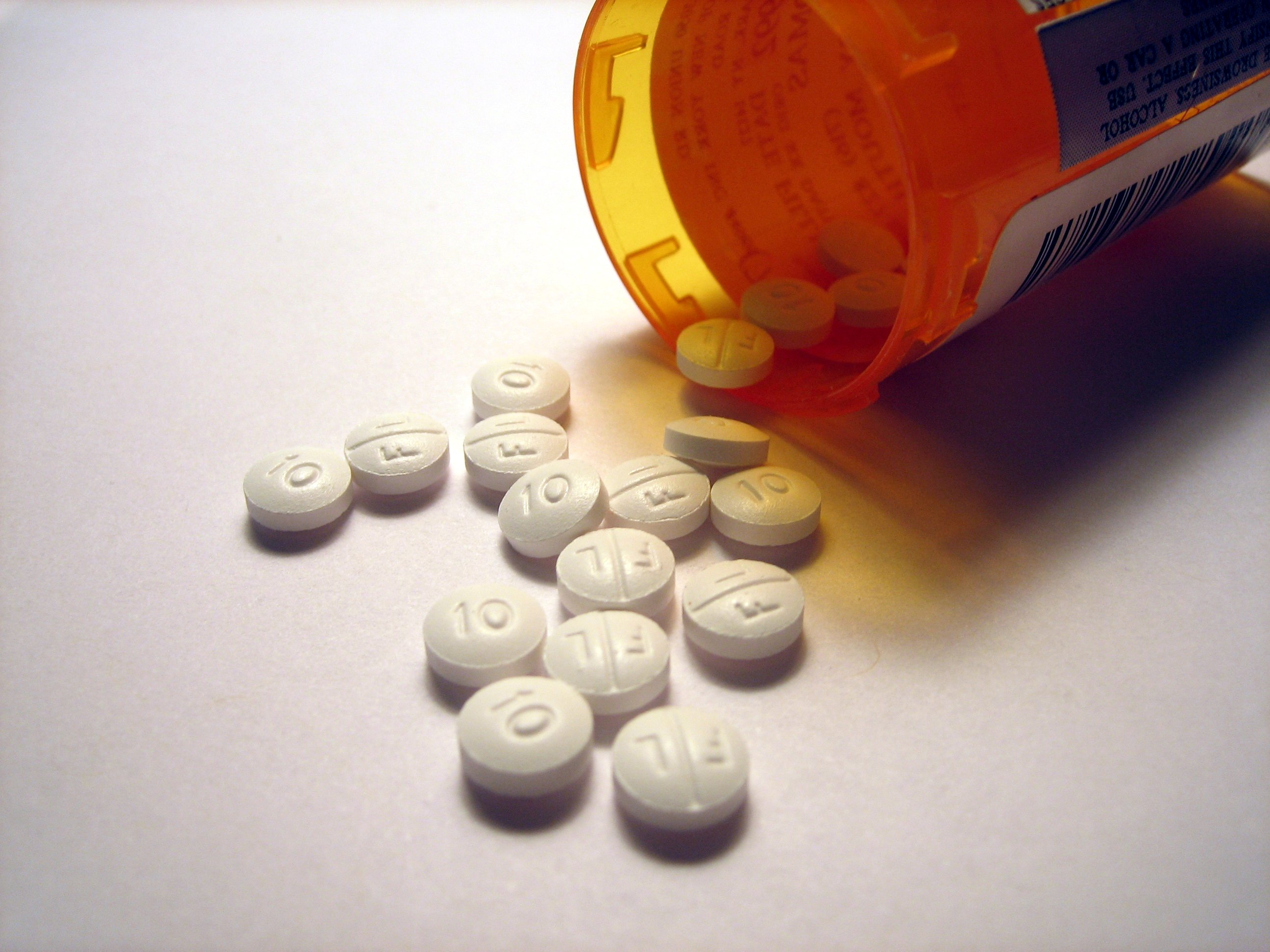
Lexapro

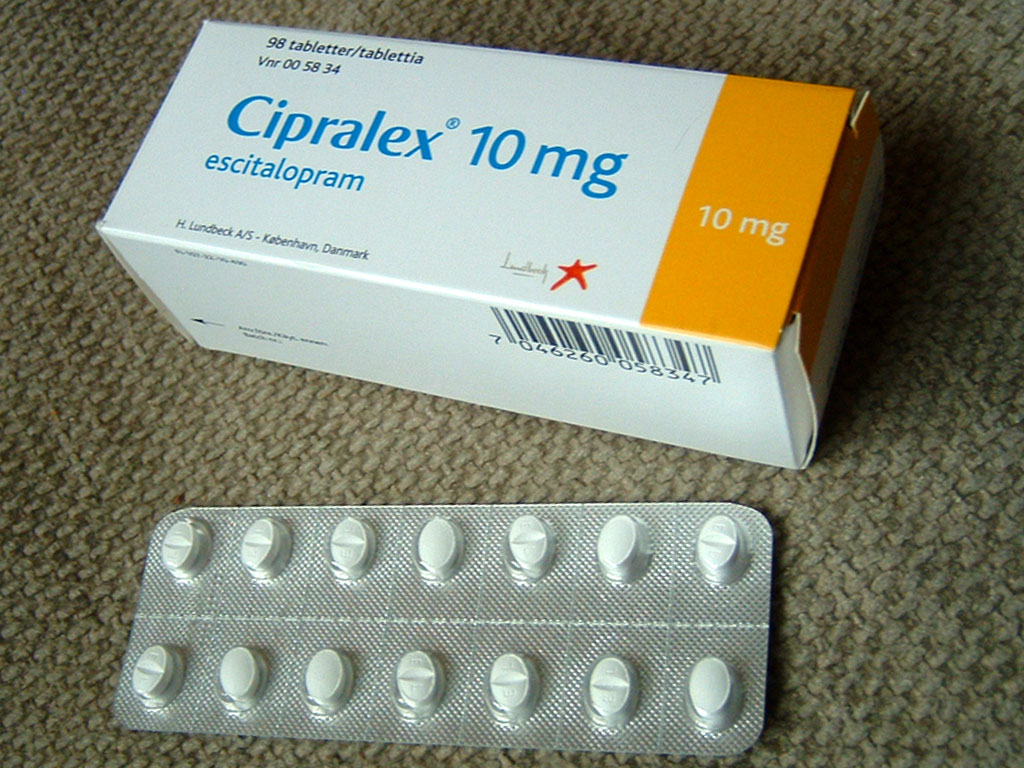
Cipralex

## Magyarországi készítmények
- Cipralex (Lundbeck)
- Scippa (Richter Gedeon)
- Escitil (Egis)
- Escitalopram-Teva (Teva)
- Escitalopram Sandoz (Sandoz)